# タリオリーニ

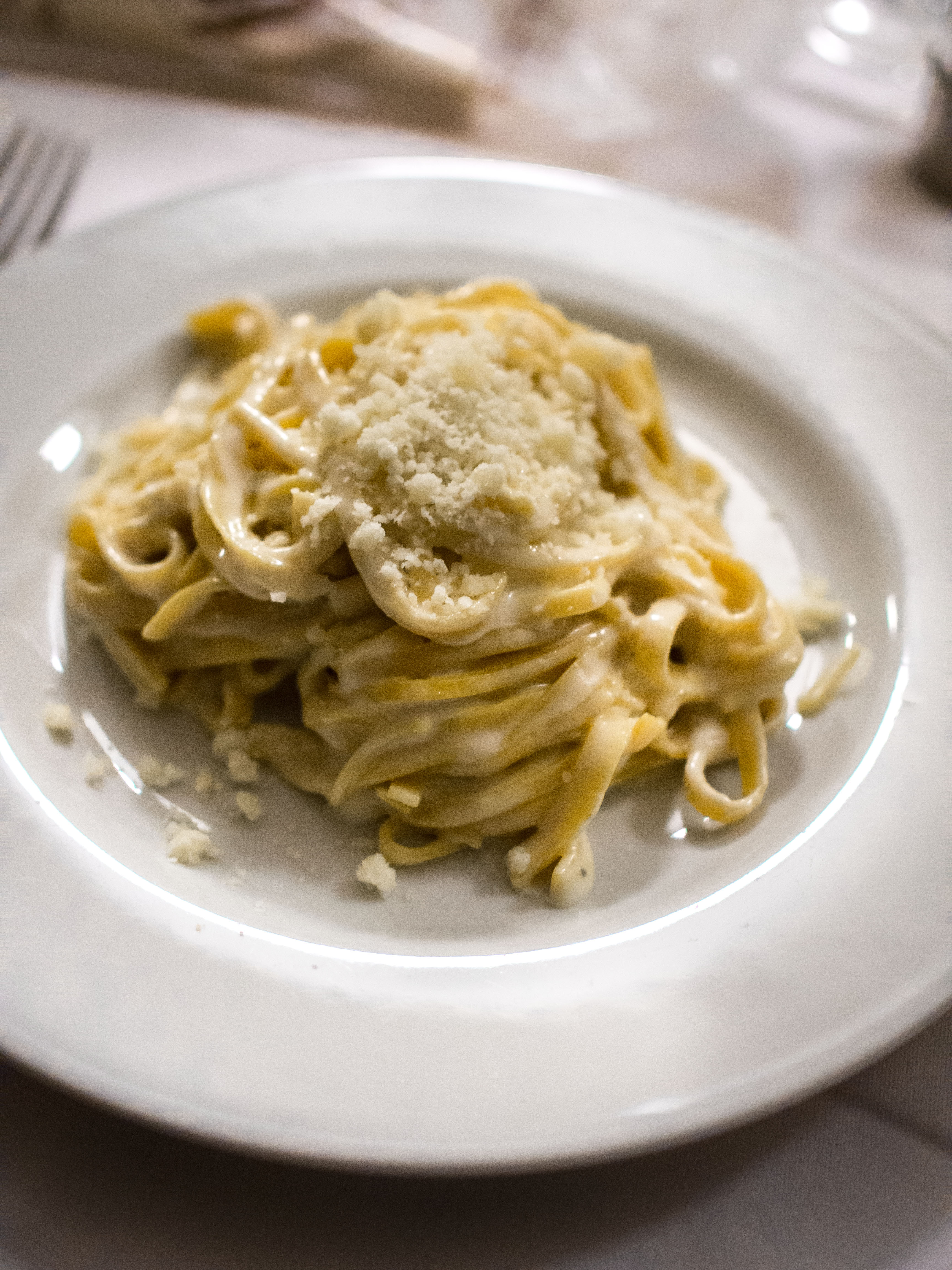
タヤリン・アル・カステルマーニョ

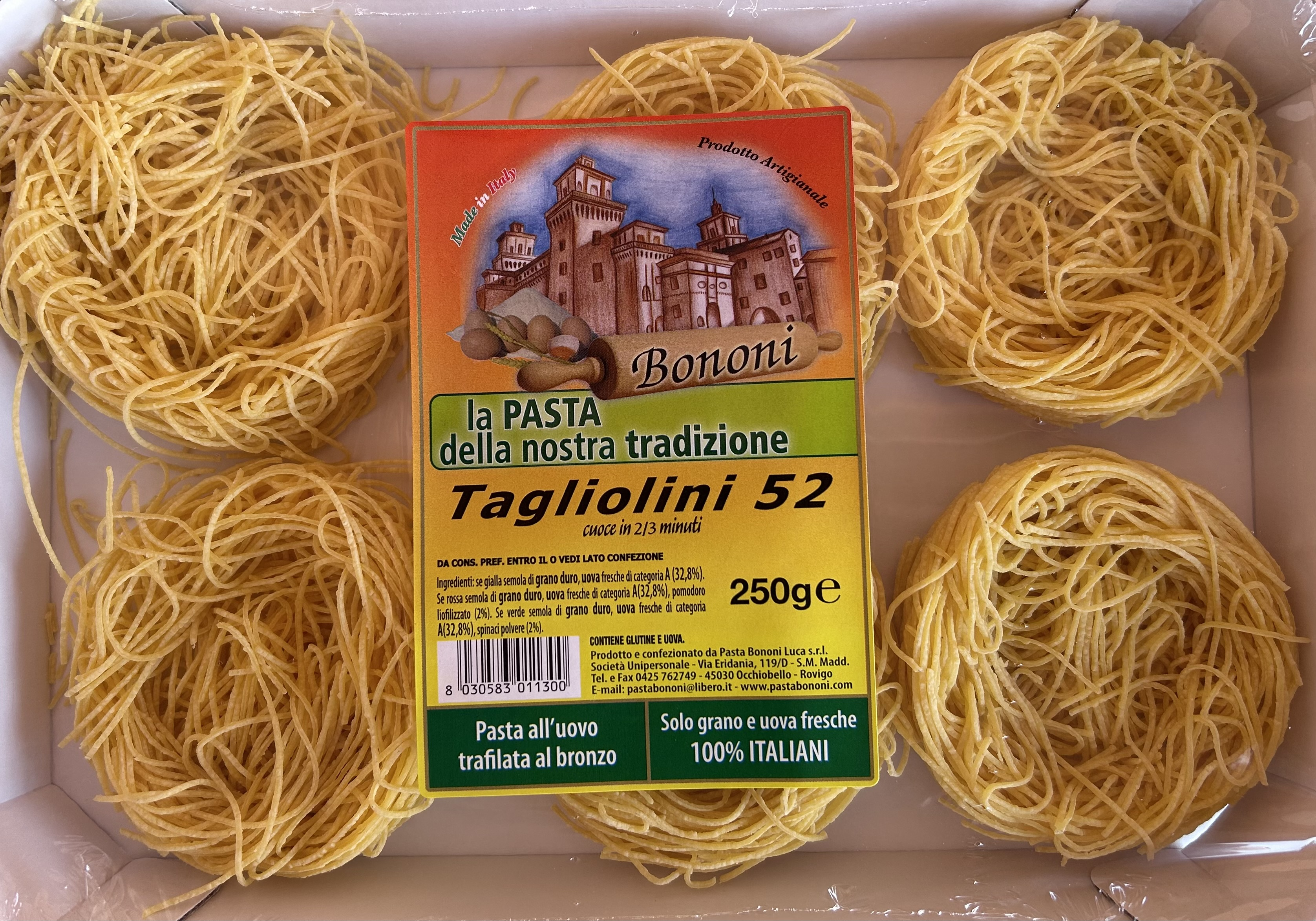
Tagliolini

タリオリーニ（tagliolini、タリエリーニ - taglierini、taglioidlini、taglieliniとも）は、モリーゼ州やピエモンテ州（ピエモンテ語で「タヤリン」として知られている）、特にランゲのイタリアの伝統的な農産物のリストに載っているイタリアの代表的なリボン型の卵パスタ。バターやトリュフと一緒に食べたり（tajarin ai tartufi）、肉のローストソース（tajarin al sugo di arrosto）と食べるのがふつうである。
パスタの幅（約4〜5mm）は最も狭いカペッリーニと、最も広いタリアテッレの中間である。スパゲッティ程度の長さの平なパスタで、厚さは1mm以下である。このパスタは、特に生パスタの場合はすぐに調理でき、魚を使った軽いソースやデリケートなソースやホワイトソースによく合う。ロマーニャでは伝統的にブロードで調理されるが、20世紀の終わりからはさまざまな辛いソースやリヴィエラ・ロマニョーラでは伝統的な「アロス・スコリオ」のスパゲティの代わりに使用される。
アルゼンチンでも広く普及しており、こちらでは「タジャリネス」と呼ばれている。

## 材料
- デュラム小麦のセモリナ粉かファリーナ00粉
- 卵
- 塩

## タリオリーニを使ったレシピ
- レモンのタリオリーニ Tagliolini al limone[5]
- カンポバッソのタリオリーニ Tagliolini di Campobasso[6]
- 野菜のタリオリーニ Tagliolini alle verdure[7]
- タコとアスパラガスのタリオリーニ Tagliolini con moscardini e asparagi
- サーモンのタリオリーニ Tagliolini al salmone
- タリオリーニとポルチーニ茸 Tagliolini ai funghi porcini
- アスパラガスと手長海老のクリームソースタリオリーニ Tagliolini in crema di asparagi e scampi
- アルバのタヤリン Tajarin albesi[8]
- ローストソースのタリオリーニ Tagliolini al sugo d'arrosto[9]